# 阿里山羊耳蒜
阿里山羊耳蒜（学名：Liparis sasakii）为兰科羊耳蒜属下的一个种。地生草本。叶2枚，倒卵形，膜质或草质，长约5厘米，宽约2.5厘米，先端急尖或钝，基部楔形，近无柄，无关节。分布于台湾阿里山。

## 扩展阅读
- 維基物種上的相關：阿里山羊耳蒜